# Oak Ridge (Misuri)
Oak Ridge es un pueblo ubicado en el condado de Cape Girardeau en el estado estadounidense de Misuri. En el Censo de 2010 tenía una población de 243 habitantes y una densidad poblacional de 164,89 personas por km².

## Geografía
Oak Ridge se encuentra ubicado en las coordenadas 37°29′55″N 89°43′46″O / 37.49861, -89.72944. Según la Oficina del Censo de los Estados Unidos, Oak Ridge tiene una superficie total de 1.47 km², de la cual 1.47 km² corresponden a tierra firme y (0%) 0 km² es agua.

## Demografía
Según el censo de 2010, había 243 personas residiendo en Oak Ridge. La densidad de población era de 164,89 hab./km². De los 243 habitantes, Oak Ridge estaba compuesto por el 94.24% blancos, el 0.41% eran afroamericanos, el 2.47% eran amerindios, el 0% eran asiáticos, el 0% eran isleños del Pacífico, el 0% eran de otras razas y el 2.88% pertenecían a dos o más razas. Del total de la población el 1.23% eran hispanos o latinos de cualquier raza.